# Zer
Das Zer war eine persische Längeneinheit, die stark in den Städten variierte.
Am gebräuchlichsten waren in:
- Täbris: 1 Zer = 113 Zentimeter
- Teheran: 1 Zer = 104 Zentimeter

Im Jahr 1924 wurde dem Internationalen Büro für Maß und Gewicht berichtet, dass mit der Einführung des metrischen Systems im Iran das Zer per Gesetz auf genau einen Meter festgelegt wurde.
Die Maßkette war
- 1 Zer = 4 Tscherek je 8 Girre/Girreh
- 1 Tscherek/Tscheharek/(Viertel) = 25 bis 28,25 Zentimeter